# تری پاین
 تری پاین  (به انگلیسی: Terry Paine) بازیکن فوتبال زادهٔ ۲۳ مارس ۱۹۳۹ اهل انگلستان بود که سابقهٔ بازی در تیم ملی فوتبال انگلستان را در کارنامهٔ خود دارد. وی در تاریخ ۲۹ مارس ۱۹۶۳ نخستین بازی ملی خود را در مقابل تیم ملی فوتبال ولز انجام داد و با حضور در ۱۹ بازی ملی، در تاریخ ۱۶ ژوئیه ۱۹۶۶ واپسین بازی ملی‌اش را در برابر تیم ملی فوتبال ولز برگزار کرد.
این بازیکن توانسته در بازی‌های ملی، ۷ گل به ثمر برساند.